# Liste der Baudenkmäler in Höslwang
Auf dieser Seite sind die Baudenkmäler in der oberbayerischen Gemeinde Höslwang zusammengestellt. Diese Tabelle ist eine Teilliste der Liste der Baudenkmäler in Bayern. Grundlage ist die Bayerische Denkmalliste, die auf Basis des Bayerischen Denkmalschutzgesetzes vom 1. Oktober 1973 erstmals erstellt wurde und seither durch das Bayerische Landesamt für Denkmalpflege geführt wird. Die folgenden Angaben ersetzen nicht die rechtsverbindliche Auskunft der Denkmalschutzbehörde.

## Einzeldenkmäler

### Höslwang
| Lage                                    | Objekt                               | Beschreibung | Akten-Nr.             | Bild           |
| --------------------------------------- | ------------------------------------ | --- | --------------------- | -------------- |
| Kirchplatz 2 (Standort)                 | Katholische Pfarrkirche St. Nikolaus | Saalbau mit Satteldach, Nordturm mit Zwiebel, eingezogenem Chor und südlichem doppelstöckigen Anbau als Oratoriengang (Antoniuskapelle von 1693), spätgotisch, im Kern 15. Jahrhundert, barocker Ausbau 1734 durch Martin Pöllner, 1740 Turmoberbau, 1922 Verlängerung mit baulicher Verbindung zum westlichen Pfarrhof; mit Ausstattung. | D-1-87-145-1 Wikidata | weitere Bilder |
| Kirchplatz 3; Kirchplatz 3 a (Standort) | Ehemaliger Pfarrhof                  | zweigeschossiger Satteldachbau, 1731–32 erbaut, 1922 nach Westen verlängert. | D-1-87-145-2 Wikidata | weitere Bilder |

### Almertsham
| Lage                      | Objekt          | Beschreibung | Akten-Nr.             | Bild |
| ------------------------- | --------------- | --- | --------------------- | ---- |
| Almertsham 1 (Standort)   | Bauernhaus      | Einfirsthof, zweieinhalbgeschossiger Flachsatteldachbau mit Bundwerk am Wirtschaftsteil, 1. Hälfte 19. Jahrhundert | D-1-87-145-3 Wikidata | BW   |
| Almertsham 4 a (Standort) | Stadel          | Bundwerkstadel mit Flachsatteldach und gemauertem Erdgeschoss, 1. Hälfte 19. Jahrhundert                           | D-1-87-145-4 Wikidata | BW   |
| Almertsham 17 (Standort)  | Rotmarmorportal | 2. Hälfte 17. Jahrhundert                                                                                          | D-1-87-145-6 Wikidata | BW   |

### Gachensolden
| Lage                      | Objekt                  | Beschreibung                                                                                              | Akten-Nr.             | Bild |
| ------------------------- | ----------------------- | --- | --------------------- | ---- |
| Gachensolden 6 (Standort) | Bauernhaus in Hakenform | zweieinhalbgeschossiger Flachsatteldachbau mit reichem Bundwerk am Wirtschaftsteil, Mitte 19. Jahrhundert | D-1-87-145-7 Wikidata | BW   |

### Guntersberg
| Lage                     | Objekt                                    | Beschreibung | Akten-Nr.             | Bild           |
| ------------------------ | ----------------------------------------- | --- | --------------------- | -------------- |
| Guntersberg 3 (Standort) | Wohnteil eines Bauernhauses               | zweigeschossiger Flachsatteldachbau mit traufseitiger Laube, Mitte 19. Jahrhundert; zugehöriger Bundwerkstadel, 3. Viertel 19. Jahrhundert, mit überbautem Getreidekasten, 18. Jahrhundert | D-1-87-145-9 Wikidata | BW             |
| Guntersberg 6 (Standort) | Katholische Filialkirche St. Bartholomäus | Saalbau mit Satteldach, westlichem Dachreiter mit Spitzhelm, südlicher Sakristei und Vorhalle, spätgotisch, Mitte 15. Jahrhundert, 1880 Turmoberteil; mit Ausstattung.                     | D-1-87-145-8 Wikidata | weitere Bilder |

### Obergebertsham
| Lage                        | Objekt | Beschreibung | Akten-Nr.              | Bild |
| --------------------------- | ------ | --- | ---------------------- | ---- |
| Obergebertsham 9 (Standort) | Stadel | Flachsatteldachbau mit massivem Sockel, Gitter-Bundwerk und Laube an der Traufseite, 2. Viertel 19. Jahrhundert | D-1-87-145-10 Wikidata | BW   |

### Pickenbach
| Lage                    | Objekt | Beschreibung                                                                          | Akten-Nr.              | Bild |
| ----------------------- | ------ | ------------------------------------------------------------------------------------- | ---------------------- | ---- |
| Pickenbach 1 (Standort) | Stadel | Flachsatteldachbau mit massivem Sockel und Gitterbundwerk, 1. Drittel 19. Jahrhundert | D-1-87-145-11 Wikidata | BW   |

### Unterhöslwang
| Lage                        | Objekt  | Beschreibung | Akten-Nr.              | Bild |
| --------------------------- | ------- | --- | ---------------------- | ---- |
| Höslwanger Feld (Standort)  | Kapelle | sogenannte Antoniuskapelle, Nischenbau mit Satteldach und Putzgliederung, um 1890; mit Ausstattung.                                                         | D-1-87-145-13 Wikidata | BW   |
| Nußbaumstraße 15 (Standort) | Stadel  | Bundwerkstadel mit Flachsatteldach, teils massivem Sockel, 1. Hälfte 19. Jahrhundert, und zwei eingebauten Getreidekästen in Blockbauweise, 18. Jahrhundert | D-1-87-145-12 Wikidata | BW   |

### Weiher
| Lage                | Objekt     | Beschreibung | Akten-Nr.              | Bild |
| ------------------- | ---------- | --- | ---------------------- | ---- |
| Weiher 8 (Standort) | Bauernhaus | Einfirsthof, zweigeschossiger Flachsatteldachbau mit Blockbauobergeschoss, Bundwerk an Giebel und am Wirtschaftsteil, 2. Hälfte 18. Jahrhundert | D-1-87-145-14 Wikidata | BW   |

### Zunham
| Lage                | Objekt | Beschreibung                                                                                              | Akten-Nr.              | Bild   |
| ------------------- | ------ | --- | ---------------------- | ------ |
| Zunham 6 (Standort) | Stadel | Flachsatteldachbau mit Sockel in Mischmauerwerk, Oberteil mit Bundwerk vor Stangengitterwand, um 1870/85. | D-1-87-145-15 Wikidata | Stadel |

## Ehemalige Baudenkmäler
In diesem Abschnitt sind Objekte aufgeführt, die früher einmal in der Denkmalliste eingetragen waren, jetzt aber nicht mehr. Objekte, die in anderem Zusammenhang also z. B. als Teil eines Baudenkmals weiter eingetragen sind, sollen hier nicht aufgeführt werden. Aktennummern in diesem Abschnitt sind ehemalige, jetzt nicht mehr gültige Aktennummern.

| Lage                                              | Objekt     | Beschreibung                                        | Akten-Nr.             | Bild |
| ------------------------------------------------- | ---------- | --------------------------------------------------- | --------------------- | ---- |
| Almertsham Almertsham 8; Almertsham 10 (Standort) | Bauernhaus | Wirtschaftsteil mit Bundwerk, Mitte 19. Jahrhundert | D-1-87-145-5 Wikidata | BW   |